# Ormetica gerhilda
Ormetica gerhilda är en fjärilsart som beskrevs av William Schaus 1933. Ormetica gerhilda ingår i släktet Ormetica och familjen björnspinnare. Inga underarter finns listade i Catalogue of Life.